# Sérgio Graciano
Sérgio Tibúrcio Graciano (Cambuquira, 1936 – São Paulo, 8 de fevereiro de 2019) foi um quadrinista brasileiro.
Filho de pai pedreiro e mãe lavadeira, Sérgio Graciano mudou-se para São Paulo ainda bebê, quando o pai veio tentar a sorte na capital paulista, indo residir na periferia da cidade. Seu pai conseguiu, depois de algum tempo, o serviço de caseiro numa residência no Jardim Paulista, bairro nobre de São Paulo. E para Sergio Graciano, seu pai conseguiu diversas atividades para ajudar no sustento de casa: limpador de fossa, coveiro, descarregador de sacos de cimento em ferrovias e também pedreiro. Graças à indicação de uma secretária da Folha de S.Paulo, que pedira para Mauricio de Sousa empregá-lo devido a sua inteligência, conseguiu um emprego no estúdio de Maurício de Sousa em 1966, onde executava diversas tarefas e acabou por se destacar como arte-finalista. Criou o cabelo do personagem Cascão, que fazia com a sua própria impressão digital, deixando um borrão de tinta no papel. Nas histórias da Turma do Astronauta, Graciano afirmou que lia revistas científicas para retratar o Universo de forma mais possível.
Em 2012, produziu uma ilustração onde aparece como o cabeleireiro do Cascão para o álbum Ouro da Casa, publicado pela Panini Comics. Trabalhou com Maurício de Sousa por 50 anos, até 2016, quando se aposentou e recebeu o prêmio Bidu de Cristal. Em 2018, Jeremias, o primeiro personagem negro da Turma da Mônica, ganhou uma graphic novel do selo Graphic MSP, Jeremias - Pele, produzida por Rafael Calça (roteiro) e Jefferson Costa (desenhos), o avô do Jeremias é chamado de Graciano, uma homenagem ao artista, que também é negro.
Morreu em São Paulo, em 8 de fevereiro de 2019 após ter um mal súbito em casa, falecendo de embolia pulmonar antes de chegar ao hospital.